# Batis orientalis
Batis orientalis là một loài chim trong họ Platysteiridae.